# Афанасьєва Анастасія Валеріївна
Анастасія Валеріївна Афанасьєва (нар. 31 січня 1982, Харків) — українська російськомовна поетеса, перекладачка.

## Біографія
Анастасія Афанасьєва народилася 31 січня 1982 року в м.Харків. Закінчила Харківський державний медичний університет, працює судово-психіатричною експерткою. Мешкає в Харкові.

## Творчість
Вірші, проза, статті про сучасну поезію публікувалися в журналах, альманахах «Вавилон» і «©оюз писателей», антологіях.

### Автор віршованих книг
- «Бідні білі люди» (М., 2005),
- «Голоса говорять» (М., 2007).[1]
- «Білі стіни» (2010),
- «Солдат білий, солдат чорний» (2010),
- «Порожня куля» (2012),
- «Відбитки» (2014 року),
- аудіозбірки «Біле там, біле тут»(3 CD, 2011).

Вірші перекладалися на українську, білоруську, англійську та італійську мови.
На думку поетеси й есеїстки Наталії Черних,

поетичний світогляд Афанасьєвої можна назвати мозаїчним: кожен міні-фрагмент (метафора або метонімічне перенесення) має досить чіткі межі. Проте ці межі не замкнуті, а як би змазані на смислових ланках. Чому відповідає метрики-ріфміческая пульсація стежка: це і вільний вірш, і метрично організований. Афанасьєва — поетеса, що володіє особистою, впізнаваною пластикою слова

## Відзнаки
Анастасія є лауреаткою низки літературних премій.
- Лауреатка премії журналу «Рец» (2005),
- Російської премії (2006),

премії «ЛітератуРРентген» (2007) та ін. Шорт-лист премії «Дебют» 2003.